# Powiat bialski (województwo krakowskie)
Powiat bialski – dawny powiat z siedzibą w Białej (po I wojnie światowej Biała Krakowska) istniejący w latach 1867–1950 (w latach 1854–1867 funkcjonował mniejszy Bezirk Biała) .
Od powstania w 1867 aż do 1918 roku galicyjski powiat Biała leżał w austriackiej Galicji, będąc jedną z części obwodu wadowickiego. W latach 1867–1910 w skład powiatu wchodziły obwody sądowe: bialski, kęcki i oświęcimski (ten ostatni jest zasadniczą częścią powiatu oświęcimskiego, istniejącego w latach 1910–1931, 1951–1975 i od 1999 roku).
Po odzyskaniu przez Polskę niepodległości w roku 1918 powiat wszedł w skład województwa krakowskiego.
Do 1 sierpnia 1934 powiat bialski – jak i pozostałe powiaty „województw galicyjskich” – podzielony był na gminy jednostkowe.
Po zniesieniu powiatu oświęcimskiego 1 kwietnia 1932, miasto Oświęcim oraz 22 gminy jednostkowe trafiły do powiatu bialskiego (Babice, Broszkowice, Brzeszcze, Brzezinka, Dwory, Grojec, Harmęże, Jawiszowice, Klucznikowice, Kruki, Łazy, Monowice, Pławy, Polanka Wielka, Poręba Wielka, Przecieszyn, Rajsko, Skidzin, Stare Stawy, Wilczkowice, Włosienica i Zaborze).
31 lipca 1934 powiat bialski dzielił się na 4 miasta – Biała Krakowska, Kęty, Oświęcim i Wilamowice i 54 gminy jednostkowe: Babice, Bestwina, Bestwinka, Bielany, Broszkowice, Brzeszcze, Brzezinka, Buczkowice, Bujaków, Bulowice, Bystra Krakowska, Czaniec, Dankowice, Dwory (II), Godziski (Godziszka), Grojec, Hałcnów, Harmęże, Hecznarowice, Janowice, Jawiszowice, Kaniów (Stary), Klucznikowice, Kobiernice, Komorowice Krakowskie, Kozy, Kruki, Łazy, Łęki, Malec, Meszna, Międzybrodzie Bialskie, Mikuszowice Krakowskie, Monowice, Nowa Wieś, Osiek, Pisarzowice, Pławy, Polanka Wielka, Porąbka, Poręba Wielka, Przecieszyn, Rajsko, Rybarzowice, Skidzin, Stara Wieś, Stare Stawy, Straconka, Szczyrk, Wilczkowice, Wilkowice, Witkowice, Włosienica i Zaborze.
1 sierpnia 1934 zlikwidowano gminy jednostkowe tworząc gminy zbiorowe. W powiecie bialskim, obok 4 miast, powstało ich 8: Bestwina, Biała, Brzeszcze, Bystra-Wilkowice, Kęty, Osiek, Oświęcim i Porąbka.
Podobnie jak powiat bielski, w czasie II wojny światowej teren podległy starostwu w Białej wszedł w skład Landratu Bielitz (patrz Historia powiatu bielskiego do 1950 roku).
W 1945 podzielono przywrócony powiat bialski na 8 gmin zbiorowych: Bestwina, Biała, Brzeszcze, Bystra-Wilkowice, Kęty, Osiek, Oświęcim i Porąbka oraz 4 miasta: Biała Krakowska, Kęty, Oświęcim i Wilamowice. 1 kwietnia 1946 utworzono gminę Szczyrk. 1 lipca 1948 Biała została powiatem miejskim.
Historia powiatu bialskiego kończy się 1 stycznia 1951, kiedy Bielsko i Białą połączono w jeden organizm miejski – Bielsko-Białą, która wraz z gminami Biała, Bestwina, Bystra-Wilkowice i Szczyrk znalazła się w powiecie bielskim w woj. katowickim (a więc tam gdzie wcześniej znajdowało się Bielsko), natomiast pozostałe jednostki zniesionego powiatu bialskiego pozostały w woj. krakowskim: gminę Porąbka włączono do powiatu żywieckiego, a miasto i gminę Oświęcim, miasto i gminę Kęty, miasto Wilamowice oraz gminy Brzeszcze i Osiek weszły w skład reaktywowanego powiatu oświęcimskiego (tego samego dnia utworzono tam również gminę Wilamowice z części obszaru gmin Bestwina i Kęty).

## Starostowie
- Stanisław Alberti (1930–1939)